# Спасо-Преображенская церковь (Кунгур)
Спасо-Преображенская церковь — церковь Пермской и Кунгурской епархии Русской православной церкви, находится в Кунгуре в Пермском крае.

## История
На месте современной Спасо-Преображенской церкви на берегу реки Сылвы находилась деревянная церковь Во имя Преображения Господня. Она впервые упоминается в 1728 году и просуществовала до 1770 г. В 1763 году с южной стороны деревянной церкви началось возведение новой каменной двухэтажной церкви. Строительство финансировалось на средства местных жителей, из которых наибольший вклад внёс купец Иван Хлебников. Подрядчиком строительства был Екатеринбургский купец Даниил Зырянов.
Нижний храм во имя Казанской иконы Божией Матери был освящён 31 мая (11 июня) 1768 г., а 5 (16) июня 1781 г. — верхний храм во имя Преображения Господня.
Церковь была довольно большой: длина вместе с колокольней составляла 23 сажени, ширина — 5 саженей 1 аршин, высота с крестом на куполе храма — около 13 саженей, высота колокольни с крестом — 18 саженей 1 аршин. Храм имел 5 глав, увенчанных 8-конечными позолоченными железными крестами, на колокольне — позолоченный медный крест. Колокольня имела 11 колоколов, из которых благовестный колокол весил 550 пудов 18 фунтов и стоил 8 тыс. рублей серебром.
Приход церкви в основном составлял местный городской люд и насчитывал до тысячи человек. К Спасо-Преображенской церкви до 1896 года была приписана Всехсвятская церковь.
После Октябрьской Революции 1917 г. церковь продолжала действовать ещё 12 лет и была закрыта в 1929 г. Её помещения какое-то время пустовали, затем их занимали курсы Центрального института труда, ремесленное училище № 20 и сельскохозяйственный техникум. Техникум переехал из здания бывшей церкви только в 1977 г., после чего оно снова опустело на 17 лет. Существовали планы открыть здесь филиал музея и картинную галерею, но ввиду недостатка средств эти планы так и не осуществились. В 1994 г. по просьбе верующих здание было им возвращено.
Восстановление церкви проводилось на общественных началах при помощи местных предприятий и предпринимателей и заняло около 10 лет. Были воссозданы колокольня, для которой приобрели звонницу из 7 колоколов, местность вокруг церкви была облагорожена. Ныне церковь является действующей.

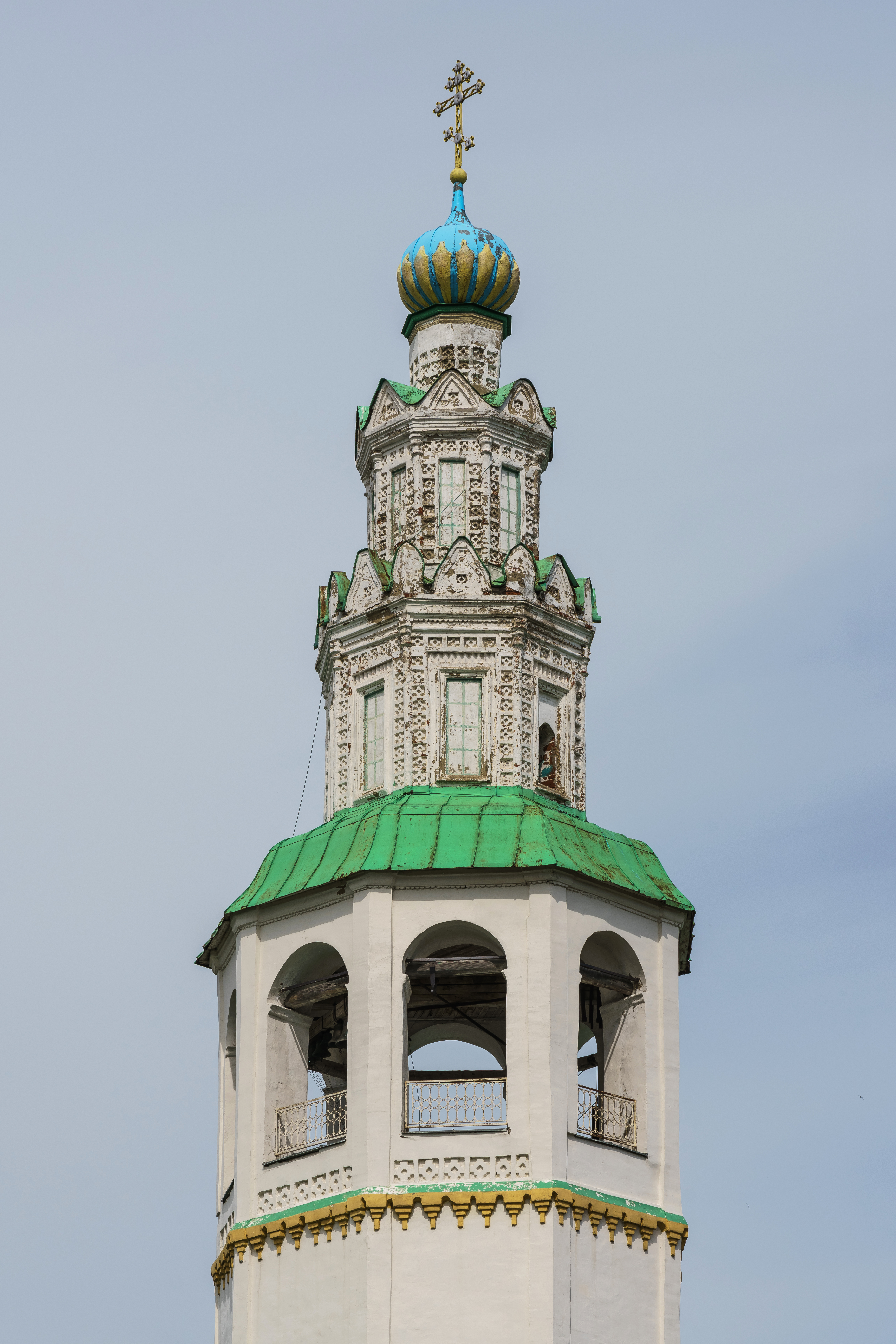
Колокольня
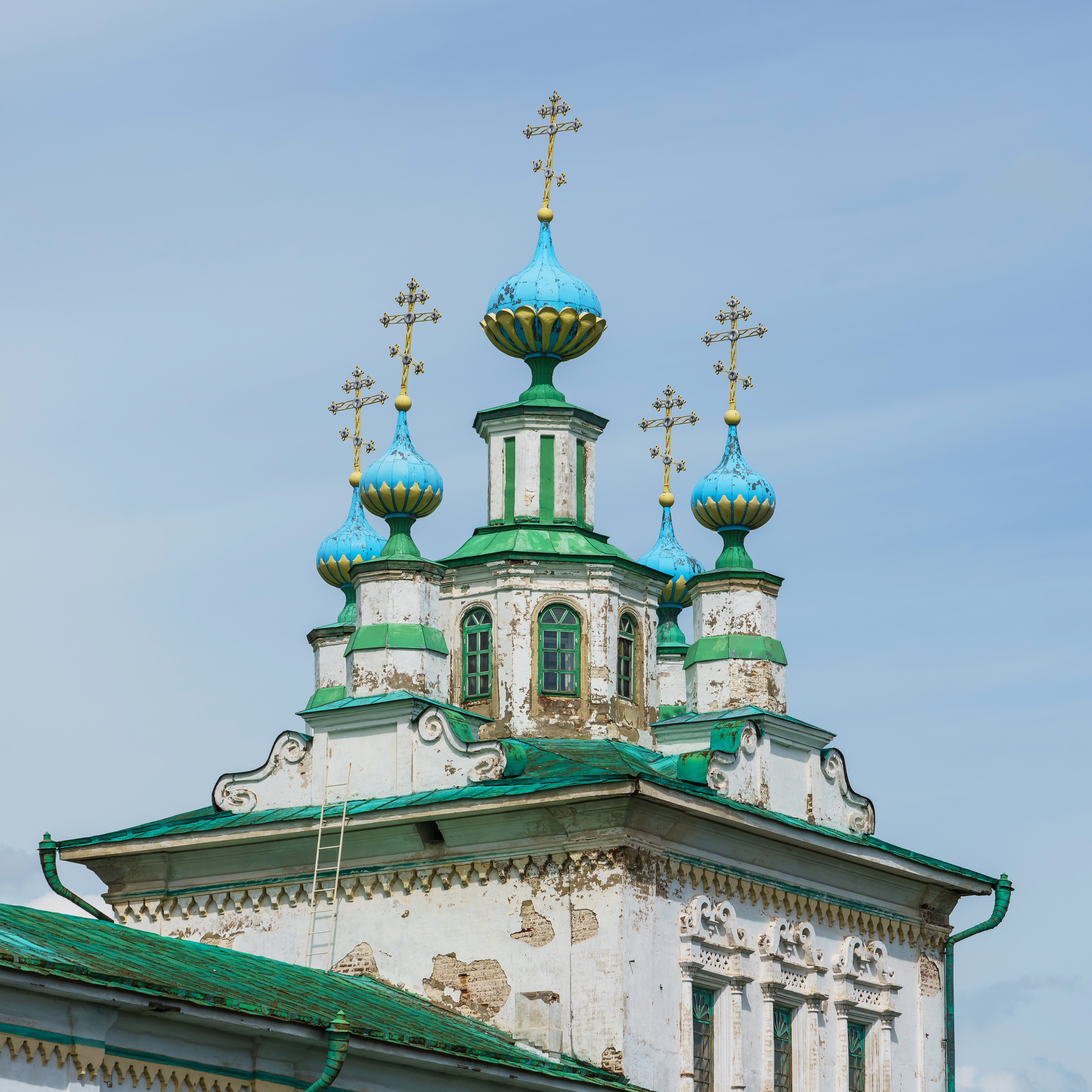
Главки
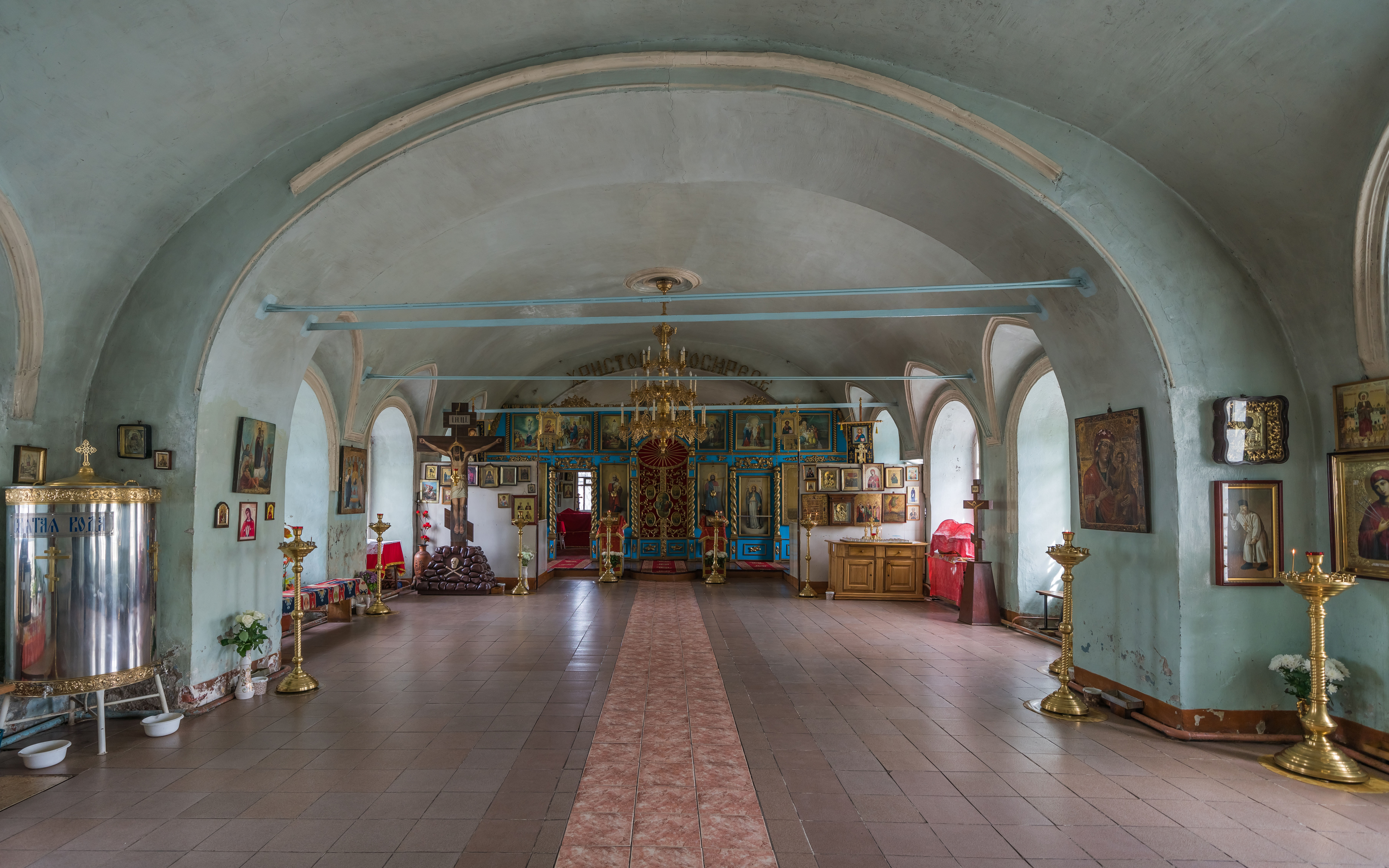
Внутренний вид
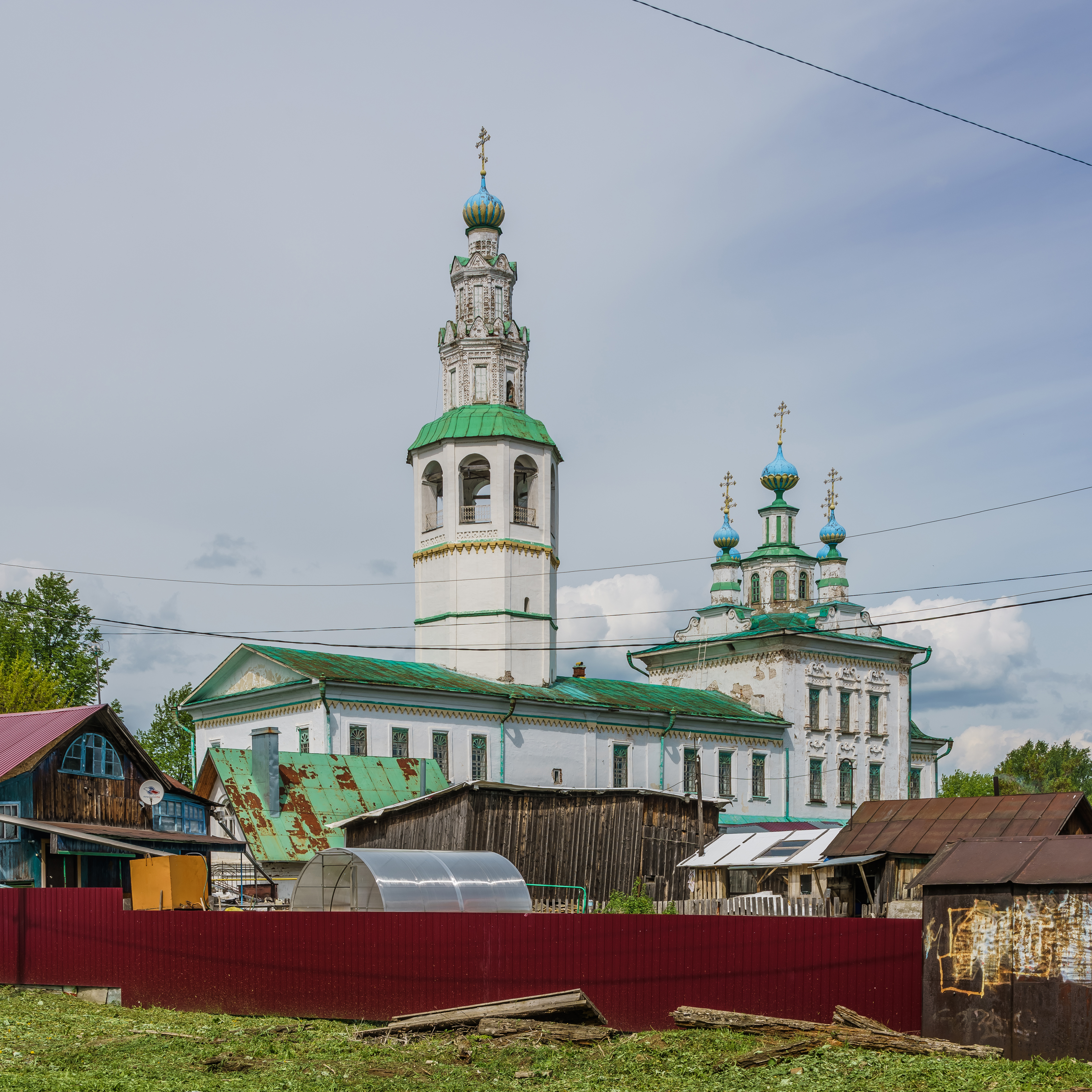
Вид церкви со стороны улицы Воровского